# Peter Kwasniewski
Peter Andrew Kwasniewski (Arlington Heights (Chicago), 22 de março de 1971) é um escritor e compositor católico tradicionalista americano.
Ele cresceu em Nova Jersey. Na Delbarton School em Morristown, ele recebeu sua primeira tutela séria em música. Ele frequentou a Universidade de Georgetown por um único ano, antes de começar como calouro no Thomas Aquinas College, na Califórnia, onde recebeu seu bacharelado em Artes Liberais em 1994. Ele recebeu seu MA em 1996 e seu Ph.D. em 2002 pela Universidade Católica da América, ambos em filosofia. Sua tese de mestrado em 1996 foi intitulada "A dialética da razão e da fé nas Meditationes de prima philosophia de Descartes" e seu doutorado. dissertação defendida em 2002 intitulava-se "O Êxtase do Amor em Tomás de Aquino".